# Boulevard Berlin
Der Boulevard Berlin ist ein Einkaufszentrum im Berliner Ortsteil Steglitz. Es liegt nördlich der Joachim-Tiburtius-Brücke in der Schloßstraße bis zur Ecke der Schildhornstraße, wurde am 4. April 2012 eröffnet und ist eines der größten Einkaufszentren Berlins.

## Historie und Bauwerk

Ehemaliges Logo des Boulevard Berlin

Zur Vorbereitung des Neubaus, der nach Plänen der Architekten Ortner & Ortner (O&O Baukunst) entstand, wurde das Wertheim-Kaufhaus aus den 1960er Jahren bis auf die Grundstrukturen entkernt und als eigenständiges Gebäude mit Natursteinfassade neu gestaltet. Die Arbeiten erfolgten in den Jahren 2009–2012 und verursachten Kosten von 390 Millionen Euro. Die an der Schloßstraße gelegene denkmalgeschützte Fassade und ein Treppenturm des ursprünglichen Baus wurden erhalten und in den Neubau integriert. Zugunsten des Boulevard Berlin wurde außerdem die Treitschkestraße zwischen Schloßstraße und dem neu angelegten Harry-Bresslau-Park im Stil einer Promenade überbaut, wodurch das Center mit dem Karstadt-Kaufhaus über eine gläserne Passage verbunden ist.
Der Boulevard Berlin war bei seiner Eröffnung das 63. Einkaufszentrum Berlins und das vierte an der Schloßstraße. Mit 64.000 m² Verkaufsfläche ist er – nach den Gropius Passagen (ca. 90.000 m²) und der Mall of Berlin (76.000 m²) – das drittgrößte Einkaufszentrum Berlins. Zu den Mietern gehören unter anderem Saturn, Sportscheck, Hallhuber und Pepco. Erster Betreiber war die niederländische Multi Development. Sie verkaufte den Boulevard Berlin an die Corio Deutschland GmbH, die später wiederum Teil des französischen Konzerns Klépierre wurde.
Seit Anfang 2022 gibt es neue Eigentümer, diese möchten das Einkaufszentrum (analog zum weiter nördlichen befindlichen Forum Steglitz) zu einem Mixed-Center umbauen. Dabei soll die Einzelhandelsfläche zugunsten von Büros verkleinert werden. Aktuell befinden sich im Boulevard Berlin noch rund 55 Geschäfte und Restaurants.
Dem Boulevard Berlin ist ein Parkhaus mit 850 Parkplätzen angeschlossen, das über die Schildhornstraße zu erreichen ist. Das Gebäude verfügt außerdem über einen direkten Zugang zum U-Bahnhof Schloßstraße der Linie U9 sowie über einen direkten Anschluss an mehrere Buslinien.